# 1833 Shmakova
1833 Shmakova este un asteroid din centura principală, descoperit pe 11 august 1969, de Liudmila Cernîh.